# The Anime Encyclopedia
A The Anime Encyclopedia: A Guide to Japanese Animation Since 1917 2001-ben kiadott enciklopédia, szerzői Jonathan Clements és Helen McCarthy. A könyv áttekintést ad a neves anime alkotások legjaváról 1917-től kezdődően. Az Egyesült Államokban a Stone Bridge Press adta ki, az első kiadás 2001-ben, majd a második, javított és bővített kiadás 2006-ban jelent meg. Az Egyesült Királyságban a Titan Books publikálta. Harmadik kiadása 2015. március 3-án jelent meg A Century of Japanese Animation alcímmel.

## Tartalom
A könyv áttekintést ad a neves anime alkotások legjaváról 1917-től, az egyik legelsőnek tartott Imokava Mukuzó genkanban no maki bemutatásától kezdődően. Az első kiadás több mint 2000 bejegyzést tartalmazott, amelyet a második és harmadik kiadás több mint 1000–1000 új bejegyzéssel bővített. Az animecímeken kívül az animeipar fontos képviselőiről is tartalmaz bejegyzéseket.
Az animék elsődlegesen angol címük szerint szerepelnek. Minden anime bejegyzése információcsokorba gyűjtve tartalmazza a japán címet (JPN), az alternatív angol címe(ke)t (AKA), a megjelenés évét, a formátumot (OVA, TV-sorozat, mozifilm, különkiadás, stb.), a rendezőt (DIR), a történetírót (SCR), az animátorokat (ANI), a zeneszerzőt (MUS), a gyártó stábot és stúdiót (PRD), és az epizódok számát és hosszát percben. A bejegyzések az előbbiek után egy rövid összefoglalóban folytatódnak, amely alkalmanként tartalmaz további részleteket az eredeti mangáról, a nemzetközi kiadásokról, a rendező egyéb műveiről vagy egyéb kisebb információkat. Az átlagos összefoglalás egy vagy két bekezdésre tagolódik, röviden leírva a mű történetét és annak hatásait.

## Fogadtatása
George Phillips az Anime News Networktől méltatta az enciklopédiát több nagy sorozat mélyreható elemzéséért és több száz olyan anime tárgyalásáért, melyekről ritkán vagy egyáltalán nem halottak Nyugaton, de bírálta, hogy a műcímek használta nem mindig következetes és zavaró lehet, hogy olvasó nem mindig azon a címváltozaton találja a keresett animét, amelyiken várná. Fred Patten (Animation World Network) a könyv pozitívumaként jegyzi meg, hogy „ajánlott minden olvasó számára; laikusoknak és szakértőknek (rajongóknak és akadémikusoknak) egyaránt”. Az Animefringe munkatársa, Ridwan Khan dicsérte a könyvet, hogy „az ismertetők összefoglalják a cselekményt, véleményt nyilvánítanak, és gyakran érdekes témákat vitatnak meg, beleértve a hasonló animéket vagy történelmi gyökereket. A csúnya beszéd, meztelenség és erőszak jelenlétét jelző ikonok követik az egyes ismertetőket. Sokaknak, köztük könyvtárosok, szülők és klubvezetők számára ez egy gyors és nagyon hasznos funkció.” Patrick Macias a The Japan Times újságírója megjegyzi, hogy bár Clements és McCarthy is a japán kultúra mesterei, „a szerzők néha megbotlanak, amikor megpróbálnak kívül lépni szakterületükön”. Valerie MacEwan dicséri a könyvet, mondván: „csak az anime leglelkesebb rajongói nem találnák elég részletesnek ezt a kötetet. Könnyen használható, teljesen indexelt, kereszthivatkozásokkal ellátott, a japán és angol címek egyaránt fel vannak tüntetve”. Sarah az Anime UK Newstól kritizálta, hogy Clement és McCarthy leírásai „elárulhatják a személyes preferenciáikat, amelyek nem feltétlenül egyeznek meg az olvasóéval.”